# 1118
Il 1118 (MCXVIII in numeri romani) è un anno  del XII secolo.

## Eventi
- Papa Gelasio II succede a papa Pasquale II.
- Nascono i "Poveri Cavalieri del Tempio di Gerusalemme".
- Inizio della Guerra decennale tra i liberi comuni di Milano e Como.

### Per argomento

#### Architettura
- consacrazione del Duomo di Pisa

## Nati
- 11 febbraio - Norandino, condottiero turco († 1174)
- 28 novembre - Manuele I Comneno, imperatore bizantino († 1180)
- 21 dicembre - Tommaso Becket, arcivescovo cattolico inglese († 1170)
- Andronico I Comneno, imperatore bizantino († 1185)
- Arduico di Stade, nobile e arcivescovo cattolico tedesco († 1168)
- Cristina di Danimarca, regina († 1139)
- Drogone di Sebourg, santo francese († 1186)
- Oddone II di Borgogna, duca († 1162)
- Gualdim Pais, cavaliere medievale portoghese († 1195)
- Ruggero III di Puglia, condottiero normanno († 1148)
- Saigyō, poeta giapponese († 1190)
- Ranieri Scacceri, religioso e santo italiano († 1161)
- Stefania di Barcellona, contessa
- Taira no Kiyomori, militare giapponese († 1181)

## Morti
- 21 gennaio - Papa Pasquale II, papa, cardinale e abate italiano
- 2 aprile - Baldovino I di Gerusalemme, cavaliere medievale franco
- 16 aprile - Adelasia del Vasto, nobile
- 1º maggio - Matilde di Scozia, nobile scozzese (n. 1079)
- 10 maggio - Bonsignore Arlotti, vescovo cattolico italiano
- 5 giugno - Robert de Beaumont, I conte di Leicester, nobile inglese
- 2 luglio - Lidano d'Antena, abate e santo italiano (n. 1026)
- 7 luglio - Fiorenzo di Worcester, monaco cristiano e storico inglese
- 22 luglio - Ermanno di Spanheim, nobile tedesco
- 6 agosto - Al-Mustazhir, califfo (n. 1078)
- 15 agosto - Alessio I Comneno, imperatore bizantino (n. 1048)
- 28 dicembre - Ugo I di Rethel, nobile francese
- Muhammad I, sultano turco (n. 1082)
- Arnolfo di Rœux, patriarca cattolico fiammingo
- Bernardo di Cerdanya, conte
- Muircheartach Ua Briain, re irlandese
- Filippo I di Svezia, re svedese
- Gissur Ísleifsson, vescovo cattolico islandese (n. 1042)
- Guglielmo d'Évreux, nobile normanno
- Helperich di Plötzkau, nobile tedesco

## Calendario
| Calendario 1118 | Calendario 1118 | Calendario 1118 | Calendario 1118 | Calendario 1118 | Calendario 1118 | Calendario 1118 | Calendario 1118 | Calendario 1118 | Calendario 1118 | Calendario 1118 | Calendario 1118 | Calendario 1118 | Calendario 1118 | Calendario 1118 | Calendario 1118 | Calendario 1118 | Calendario 1118 | Calendario 1118 | Calendario 1118 | Calendario 1118 | Calendario 1118 | Calendario 1118 | Calendario 1118 | Calendario 1118 | Calendario 1118 | Calendario 1118 | Calendario 1118 | Calendario 1118 | Calendario 1118 | Calendario 1118 | Calendario 1118 | Calendario 1118 |
| --------------- | --------------- | --------------- | --------------- | --------------- | --------------- | --------------- | --------------- | --------------- | --------------- | --------------- | --------------- | --------------- | --------------- | --------------- | --------------- | --------------- | --------------- | --------------- | --------------- | --------------- | --------------- | --------------- | --------------- | --------------- | --------------- | --------------- | --------------- | --------------- | --------------- | --------------- | --------------- | --------------- |
|                 | 1               | 2               | 3               | 4               | 5               | 6               | 7               | 8               | 9               | 10              | 11              | 12              | 13              | 14              | 15              | 16              | 17              | 18              | 19              | 20              | 21              | 22              | 23              | 24              | 25              | 26              | 27              | 28              | 29              | 30              | 31              |                 |
| Gennaio         | Ma              | Me              | Gi              | Ve              | Sa              | Do              | Lu              | Ma              | Me              | Gi              | Ve              | Sa              | Do              | Lu              | Ma              | Me              | Gi              | Ve              | Sa              | Do              | Lu              | Ma              | Me              | Gi              | Ve              | Sa              | Do              | Lu              | Ma              | Me              | Gi              |                 |
| Febbraio        | Ve              | Sa              | Do              | Lu              | Ma              | Me              | Gi              | Ve              | Sa              | Do              | Lu              | Ma              | Me              | Gi              | Ve              | Sa              | Do              | Lu              | Ma              | Me              | Gi              | Ve              | Sa              | Do              | Lu              | Ma              | Me              | Gi              |                 |                 |                 |                 |
| Marzo           | Ve              | Sa              | Do              | Lu              | Ma              | Me              | Gi              | Ve              | Sa              | Do              | Lu              | Ma              | Me              | Gi              | Ve              | Sa              | Do              | Lu              | Ma              | Me              | Gi              | Ve              | Sa              | Do              | Lu              | Ma              | Me              | Gi              | Ve              | Sa              | Do              |                 |
| Aprile          | Lu              | Ma              | Me              | Gi              | Ve              | Sa              | Do              | Lu              | Ma              | Me              | Gi              | Ve              | Sa              | Do              | Lu              | Ma              | Me              | Gi              | Ve              | Sa              | Do              | Lu              | Ma              | Me              | Gi              | Ve              | Sa              | Do              | Lu              | Ma              |                 |                 |
| Maggio          | Me              | Gi              | Ve              | Sa              | Do              | Lu              | Ma              | Me              | Gi              | Ve              | Sa              | Do              | Lu              | Ma              | Me              | Gi              | Ve              | Sa              | Do              | Lu              | Ma              | Me              | Gi              | Ve              | Sa              | Do              | Lu              | Ma              | Me              | Gi              | Ve              |                 |
| Giugno          | Sa              | Do              | Lu              | Ma              | Me              | Gi              | Ve              | Sa              | Do              | Lu              | Ma              | Me              | Gi              | Ve              | Sa              | Do              | Lu              | Ma              | Me              | Gi              | Ve              | Sa              | Do              | Lu              | Ma              | Me              | Gi              | Ve              | Sa              | Do              |                 |                 |
| Luglio          | Lu              | Ma              | Me              | Gi              | Ve              | Sa              | Do              | Lu              | Ma              | Me              | Gi              | Ve              | Sa              | Do              | Lu              | Ma              | Me              | Gi              | Ve              | Sa              | Do              | Lu              | Ma              | Me              | Gi              | Ve              | Sa              | Do              | Lu              | Ma              | Me              |                 |
| Agosto          | Gi              | Ve              | Sa              | Do              | Lu              | Ma              | Me              | Gi              | Ve              | Sa              | Do              | Lu              | Ma              | Me              | Gi              | Ve              | Sa              | Do              | Lu              | Ma              | Me              | Gi              | Ve              | Sa              | Do              | Lu              | Ma              | Me              | Gi              | Ve              | Sa              |                 |
| Settembre       | Do              | Lu              | Ma              | Me              | Gi              | Ve              | Sa              | Do              | Lu              | Ma              | Me              | Gi              | Ve              | Sa              | Do              | Lu              | Ma              | Me              | Gi              | Ve              | Sa              | Do              | Lu              | Ma              | Me              | Gi              | Ve              | Sa              | Do              | Lu              |                 |                 |
| Ottobre         | Ma              | Me              | Gi              | Ve              | Sa              | Do              | Lu              | Ma              | Me              | Gi              | Ve              | Sa              | Do              | Lu              | Ma              | Me              | Gi              | Ve              | Sa              | Do              | Lu              | Ma              | Me              | Gi              | Ve              | Sa              | Do              | Lu              | Ma              | Me              | Gi              |                 |
| Novembre        | Ve              | Sa              | Do              | Lu              | Ma              | Me              | Gi              | Ve              | Sa              | Do              | Lu              | Ma              | Me              | Gi              | Ve              | Sa              | Do              | Lu              | Ma              | Me              | Gi              | Ve              | Sa              | Do              | Lu              | Ma              | Me              | Gi              | Ve              | Sa              |                 |                 |
| Dicembre        | Do              | Lu              | Ma              | Me              | Gi              | Ve              | Sa              | Do              | Lu              | Ma              | Me              | Gi              | Ve              | Sa              | Do              | Lu              | Ma              | Me              | Gi              | Ve              | Sa              | Do              | Lu              | Ma              | Me              | Gi              | Ve              | Sa              | Do              | Lu              | Ma              |                 |